# Fox Kids
Fox Kids was de primaire kindertelevisiezender van Fox Family Worldwide, onderdeel van Saban Entertainment en Fox Entertainment Group. Na 2002 ging ABC Family verder onder de naam ABC Family Worldwide, als onderdeel van The Walt Disney Company en werd de zender in Amerika vanaf september 2002 hernoemd naar Jetix. In Nederland werd Fox Kids hernoemd naar Jetix op 13 februari 2005.
Fox Kids zond uit in Noord-Amerika en voor een West-Europese doelgroep.